# 삼성 갤럭시 NX
삼성 갤럭시 NX(Samsung Galaxy NX)는 삼성전자에서 제조/판매하는 안드로이드 미러리스 렌즈 교환식 카메라다.
2013년 6월 20일에 삼성 프리미어 2013 갤럭시 & 아티브에서 공개하여
, 2013년 8월 29일 출시했다.

## 연혁
- 2013년 6월 20일 : 삼성 프리미어 2013 갤럭시 & 프리미어에서 제품 공개[1][2][3]

## 같이 보기
- 삼성 갤럭시 카메라
- 삼성 갤럭시 S4 줌